# Schloss Christiansburg (Kleinern)
Das ehemalige Schloss Christiansburg, von dem heute nichts mehr erhalten ist, stand in Kleinern, einem Ortsteil der heutigen Gemeinde Edertal im hessischen Landkreis Waldeck-Frankenberg.
Es wurde um 1662 erbaut und diente bis 1695 als Residenz des regierenden Grafen Christian Ludwig (1635–1706) von Waldeck-Wildungen, danach bis 1706 als Wohnsitz seines Sohnes und Nachfolgers Friedrich Anton Ulrich.
Das Schloss stand südlich der heutigen Wesetalstraße, gegenüber dem 1972/73 entstandenen Dorfgemeinschaftshaus.

## Geschichte
Im Jahre 1511 erwarb Asmus I. von Geismar einen größeren Hof in Kleinern und baute ihn zum Rittersitz aus. 1613 errichtete Asmus II. von Geismar südlich des Orts einen neuen Burgsitz. Auf Grund der im Dreißigjährigen Krieg erfolgten Verarmung der Familie verkauften die Herren von Geismar die Burganlage 1661 an Graf Christian Ludwig von Waldeck-Wildungen. Unter Einbeziehung des Geismarschen Herrensitzes ließ dieser um 1662 durch den aus Mengeringhausen stammenden Emanuel Brand das Schloss Christiansburg errichten. Nach Fertigstellung der Gebäude verlegte er seinen Wohnsitz mit Hofstaat, Kanzlei und Regierung von Wildungen nach Kleinern. Aus- und Anbauten erfolgten noch bis 1674.
Nachdem Christian Ludwig 1692 auf Grund des von ihm mit Fürst Georg Friedrich von Waldeck-Eisenberg im Juni 1685 geschlossenen Erb- und Primogenitur-Vertrags auch die Teilgrafschaft Waldeck-Eisenberg geerbt hatte, verlegte er 1695 seine Residenz nach Arolsen.
Sein Sohn Friedrich Anton Ulrich vermählte sich 1700 mit Louise, Pfalzgräfin von Zweibrücken-Birkenfeld, und das Paar bewohnte das Schloss bis 1706. Nach dem Tode seines Vaters in diesem Jahr übernahm Friedrich Anton Ulrich die Regierung und zog ebenfalls nach Arolsen. 1709/10, als Regierender Fürst von Waldeck und Pyrmont, ließ er Christiansburg abreißen, wohl auch, um Baumaterial für das ab 1710 in Arolsen entstehende neue Residenzschloss zu gewinnen.

## Anlage
Die Schlossanlage war vierflügelig, mit fast quadratischem Innenhof, und umgeben von einem breiten Wassergraben. Der zur Straße gelegene Flügel war zweigeschossig und hatte eine Toreinfahrt. Rechts und links schlossen sich zwei ebenfalls zweigeschossige Flügel an, allerdings nur etwa halb so lang und mit niedrigeren Geschosshöhen, die zum Hof hin jeweils einen offenen Arkadengang im Renaissancestil besaßen. Im Obergeschoss des linken Seitenflügels befand sich ein großer Festsaal mit offenem Kamin. Der rückwärtige Längsflügel hatte die gleichen Dimension wie der an der Straßenseite, hatte aber zusätzlich zwei zur Parkseite vorspringende Risalite rechts und links der Mitte. Alle vier Flügel waren mit Zeltdächern gedeckt, auf denen zur Hofseite und zur Außenseite Gauben saßen.